# Dendroctonus rufipennis
Bọ cây vân sam (Danh pháp khoa học: Dendroctonus rufipennis), còn được biết đến với tên tiếng Anh là Spruce beetle là một loài bọ cánh cứng trong họ bọ vòi voi Curculionidae/bark beetle, chúng là loài bản địa của vùng phía Bắc nước Mỹ. Đây là một trong những loài gây hại, chúng góp phần hủy diệt những khu rừng ở Mỹ. 

## Loài gây hại
Ở phía Bắc, Yukon loài bọ ăn vỏ cây chi Vân sam đã khiến 400.000 héc ta rừng bị hủy diệt đồng loạt, chúng hoành hành nhiều năm nay, tấn công hơn 13.000km2 rừng, tương đương 20% diện tích rừng đất liền bị phá hủy. Sự phát triển mạnh mẽ của loài bọ này gần đây khi nhiệt độ Trái Đất càng ấm lên, cho phép loài bọ này có thể tồn tại và sinh trưởng ngay cả trong mùa Đông. Nếu như trước kia, nhiệt độ mùa Đông lạnh giá xuống còn âm 40 độ C khiến các ấu trùng bị chết thì nay nhiệt độ ấm lên khiến ấu trùng có thể tồn tại và sau đó phát triển mạnh vào mùa hè ấm áp.